# すんドめ
『すんドめ』は、岡田和人による日本の漫画作品、とそれを原作にする実写映像作品である。漫画雑誌『ヤングチャンピオン』（秋田書店、第2第4火曜日発売）で2006年No.1から2009年No.21まで連載され、携帯コミックサイト「コミックi」「コミックシーモア」などで2007年5月から配信中である。

## あらすじ
浪漫倶楽部という名のオカルト研究部に所属する平凡な男子高生の相羽英男は、転校生の美少女の早華胡桃に生まれて初めて一目惚れする。一方倶楽部巡りをしていた胡桃は浪漫倶楽部に興味を持ち入部を決断する。英男は胡桃と部室で2人きりになり彼女に言われた言葉を機に、英男の日常生活に大きな変化と緊張が訪れる。学校生活を軸に、サディスティックな命令をする胡桃とそれに応えようとする英男の心理描写と、英男の人間的な成長や部員らとの交流、胡桃の素生に絡む謎などが描かれている。

## 登場人物
※キャストは2007‐2009年版/2015年版/2017年版/連続ドラマ版。注釈がなければ2007‐2009年版の出演者。
相羽英男（あいば ひでお） 演 - 二宮敦/高崎翔太/川合諒/山崎光
本作の主人公。自慰行為を唯一の楽しみとする男子高校生。1年C組在籍。転校生の胡桃に生まれて初めて一目惚れをするが、彼女に翻弄されるうちに自身が変態でマゾヒストである事に気付く。鎖骨フェチで体液全般にも関心があり、特に尿に強い性的嗜好を示す。
当初は浪漫倶楽部を辞めたがっていたが、元部長の強制退部に伴い浪漫倶楽部第38代部長に就任した。しかし、気の弱さから統率力には疑問符が付くと部員全員から言われている。また、クラスメイトからは2次元キャラ好きのキモオタと思われており、教師や家族を含め存在をほとんど意識されていない。
一目惚れをした胡桃には絶対の服従を誓っており、本人曰く「キミとの約束を守る事がボクにとっての喜び」。一度だけ彼女との約束を意図して破った事があったが、その時は胡桃に無視された為に1分後には涙を流して謝り続けた。常に胡桃を思い実行する姿に彼女も信頼を置いている。
胡桃から自慰禁止の命令を出され、性欲を紛らわす為にトレーニングを続けていた結果、見かけによらず力持ちで男らしくなった。よくケガや病気をするが、治りが異常に早い。また、ストレスが原因で度々インポテンツとなっている。当初は臆病で受動的な性格だったが、胡桃の傍にいたい一心で困難を前向きに立ち向かっていく強さを身に付けた。また、自己愛が強い為、彼女の喜びを自分の喜びとして考えを改めている。将来の夢は特になかったが、胡桃の体調悪化が進むにつれて医者になり彼女の笑顔を守りたいと思うようになった。
私服は大抵変な文字Tシャツを着ている。ちなみに家族構成は父母と小学2年生の弟の4人家族で、一戸建てに住んでいる。
胡桃と「時期が来たら波の華を見せにいく」という約束をかわしており、それを果たすために大胆な行動を起こした。
後日談では、研修医となり別の女性と生活しているが、未だに胡桃の影響が深い様子が描かれている。
早華胡桃（さはな くるみ） 演 - 鈴木茜/鎌田紘子/小田島渚/新唯
本作のヒロイン。衣替えの季節にやってきた、英男のクラスの転校生。英男と違いすぐにクラスの人気者となっていたが、浪漫倶楽部に入部。その時に、「例え世界中の男とセックスしても、君とだけはセックスしないし、私から射精させることもしない」と英男に宣言し、それを承諾させている。
華奢な体型で不思議な雰囲気が漂い、掴み所が無い美少女。英男に無理難題を課しては翻弄するサディストだが、根は繊細で優しく包容力もあり、英男のマイノリティな部分を否定する事は無い。英男の心情や考えていることなどは全て見抜いており、いつも彼を傷つけたり、癒したりする。普段は表情豊かだが時折無表情になり、年の割には死生を達観している。だが、英男が男らしさを見せた時には、年頃の少女の顔を見せることもある。オカルト部に所属した割には幽霊が苦手で、心霊スポットの探索などでは本気で怖がっていた。また、英男に貧乳であることを触れられると怖い表情になる。
ワンルームマンションで一人暮らしをしており、内装はシンプルで余計なものが無い。後半に縁日の金魚すくいで手に入れた金魚と出目金を飼い始めており、名前は「姫様」と「びっくりヒデオ」。家族構成に対し「いない」と英男の両親に答えており、それを示唆するような描写がある。英男の他に胡桃の部屋から出入りをしているのは、「あの人」と呼ばれる中年男性のみ。
当初から身体が弱く、学校を休んだり体調を崩す様が度々見られたが、話が進むにつれ徐々にその様子は顕著に現れていき、死期を匂わせるような露骨な描写になってゆく。
夏休み前に、冬の日本海で見られる波の華を英男と一緒に見たいと言い、連れて行ってほしいとお願いした。それは自らの限られた時間を自覚した上で願いだった。最終回では倶楽部員のサポートを受けて英男と病院を抜け出し、約束は叶えられた。しかし、ほぼ時を同じくして彼女も最期を迎えたと思われる。その間際に波の華（プランクトンの死骸の攪拌）に仮託して自らの死生観を述べており、英男はそれを理解した様子であった。またその際に、胡桃も英男と時を共にした理由が「キミと　同じだよ」と、一目惚れであったことを述べた。
後半には英男と感情のシンクロニシティを自覚し愛を告白したが、最後までセックスをすることはなく終わりを迎え、まさに「すんどめ」の物語であった。
京子（きょうこ） 演 - 次原かな/十枝梨菜/―/パピコ
英男の同級生。1年A組在籍。容姿は金髪にガングロのギャル系。巨乳が自慢である。部員ではないが面白半分に浪漫倶楽部に入り浸り、野外活動にも積極的に参加しているため殆ど部員と変わらない。倶楽部OBにはその行動力を高く評価された。当初は自身と正反対ながら男子にモテる胡桃を敵対視していたが、同じ部にいるうちにすぐに仲良くなる。頭と口が悪く感情的で陽気な性格だがそれ故に純粋な心を持ち、入院した年着を見舞ったり手料理（ただし下手）をふるまうなど女性的な面もある。廃墟マニアで野外活動の時には廃墟探索に執着したが、好きな人の趣味が好きになるという性格ゆえ後半はUFOに興味を示した。また、千円に異常なこだわりを持ち、何かの対価としてそれを求める事が多い。中盤以降は年着と意気投合することが目立つが、実は途中からOBによる刺客であったことが判明する。しかしそれは、無学で貧乏な京子の進学をサポートしてやると約束された為で、年着と同じ大学へ行きたい一心での行動だった。最終回には病院の脱走をサポートしている最中にほんの一瞬だけ胡桃の顔を窺え、理解していたであろう京子は出逢えて良かったと大粒の涙を零した。後日談では年着と結婚した。
年着勝（としつく かつ） 演 - 岩間天嗣/―/―/森大地
浪漫倶楽部員。通称：カッつん。1年A組在籍。タラコ唇とメガネが特徴。その為か京子には「タラコ」「メガネ」「ハゲ」等ストレートすぎる愛称で呼ばれている。チラフェチでUFOマニア。将来は浪漫倶楽部のバックアップにより一流大学を卒業後弁護士になり、UFOに関する政府の機密文書の公開を望んでいる。最初は巨乳などには全く興味がなかったが、何かと京子に突っかかられているうちに彼女に恋心を持ちはじめ、フェチのポイントが変わっていった。京子の身体を弄ぶヤスらに対し我慢ができずに殴りかかったことがあり、ボコボコにされてしまったが逃げなかった自分に対し「勝った」と評すなど男らしい一面もある。また、後半では京子にカッコをつけるためか髪を伸ばし始めた。京子が刺客だと判明した時は大きなショックを受けたが嫌いにはなれず、理由を聞いた際には京子の笑顔は本物だったと知る。その後は倶楽部を去る思いで流れに身を任せようとしたが、やはり捨てきれないUFOに対する情熱のため浪漫倶楽部に留まりながらも京子と2人で大学にいけるよう一緒に勉強していった。
八津達也（やつ たつや） 演 - 吉川けんじ/―/―/馬場嶺也
浪漫倶楽部員。通称：たっちゃん。1年D組在籍。脚フェチでドールマニア。将来は一流大学を卒業後、政治家志望。「アハハ」と不気味に笑うのが特徴。身長が低いためよくコマから見切れている。逃げ癖があり、メンバーに危機が迫った瞬間には既に何処かへ逃げている。さらに盗撮癖もあり、京子に警戒されていた。ドールの「愛夢」をこよなく愛しており、それが生活の中心にもなっている。倶楽部の活動で2人グループを組むと、クジ引きにしろ成り行きにしろ必ず元部長とペアになりアナルをほじられそうになるため激しく不満を持っている。活動の際には警報装置を切るなど重要な役割をこなしており、侮れないところがある。
元部長 演 - 高田健一
浪漫倶楽部第37代部長。本名不明。家が貧乏で大学の学費を得る為に入部したが、歴代OBの刺客の罠にはまり、1話にして早くも英男に部長の座を明け渡す。しかし退部後も、そのまま部活動を続けていた。一人称は「オイ」。「〜じゃマイカ」「〜だワナ」が口癖であり、見た目のコミカルさも相まって妙な存在感を放つ。極度のアナルマニアであり、自他男女問わず隙あらばアナルに何かをしようとする為、部員からは冷たい視線で見られている。もはや自身には関係ないながらも胡桃と京子が刺客ではないかと疑っている。
次作『いびつ』にも元さんという名前で、登場している。
ヤス 演 - 末野卓磨
1年A組在籍。京子の元恋人。京子の身体だけを弄んでいたが、年着らに払い除けられ完全に縁は切れた様子。フェロモン系のマッチョだが、包茎であることを京子に暴露された。映画版では格闘技同好会に所属しており、部員と共に登場している。
中年男（本名不明）　演 - 下元史朗
以前から胡桃との面識がある謎の男性。胡桃からは「あの人」と呼ばれ、敬語ながらも親密な様子。英男には無い「もの」を持っている大人の男性であり、嫉妬の対象である。最終回で、浪漫倶楽部OBであり胡桃のかかっていた病院の医者であることが判明した。
格闘技同好会の面々 演 - 冬本ジュー、津田耕作、佐藤隆弘

### 映画オリジナルキャラクター
摺千好男（ずりせん すきお） 演 - 温水洋一
1作目で登場。浪漫倶楽部OB。冴えない容姿だが、実は大物。
大文字誠（だいもんじ まこと） 演 - 六平直政
2作目で登場。謎の警視庁幹部。
青田典子（あおた のりこ） 演 - 青田典子
3作目で登場。セレブ芸能人。本人役。
滝川（たきがわ）　演 - 辰巳奈都子
4作目で登場。英男の先輩で、妖艶な美女。なお、漫画版でも3コマだけ登場している。

## 用語
浪漫倶楽部（ろまんくらぶ）
英男らが所属するクラブ。年着曰く、「様々なロマンを追求・検証し、いつまでも『少年の心』を持ち続ける集団」との事だが、校内からは「カルトクラブのキモオタ集団」と避けられている。このクラブでは、『卒業するまで、彼女ご法度、絶対完全童貞』という掟があり、これらを守ると多方面で活躍する歴代OBから進学・就職に関する巨大なバックアップを得られるらしいが、英男曰く「ここ6年、無事に卒業出来た部員はいない」との事。これにはOBからの刺客が差し向けられていることがあり、元部長は1話から刺客の女性にアナルセックスを求められてあっさり応じたために部長の座を失ってしまった。なお、掟を破ると強制退部となってしまい、バックアップを受ける資格も失ってしまう。

## 単行本
- 第1巻 2006年11月20日、ISBN 978-4-253-15001-9
- 第2巻 2007年4月20日、ISBN 978-4-253-15002-6
- 第3巻 2007年9月20日、ISBN 978-4-253-15003-3
- 第4巻 2008年1月18日、ISBN 978-4-253-15004-0
- 第5巻 2008年7月18日、ISBN 978-4-253-15005-7
- 第6巻 2008年12月19日、ISBN 978-4-253-15006-4
- 第7巻 2009年6月19日、ISBN 978-4-253-15007-1
- 第8巻 2009年11月20日、ISBN 978-4-253-15008-8

## 映画版

### 2007‐2009年版
主演は鈴木茜。宇田川大吾が脚本・監督を務め、ティーエムシー配給。原作とは離れたキャラクター設定がなされている。第1作は2007年11月20日公開。第2作「すんドめ2」は2008年5月3日公開。第3作「すんドめ3」は2008年11月16日公開。第4作「すんドめ4 The Final」は2009年10月9日公開。
以下、特記ない限りは4作共通。

#### キャスト
- 早華胡桃：鈴木茜
- 相羽英男：二宮敦
- 京子：次原かな
- 八津達也：吉川けんじ
- 年着勝：岩間天嗣
- 特別ゲスト：温水洋一（1、2）

#### スタッフ
- 監督・脚本：宇田川大吾
- 脚本：仁志原了（1）、藤田学（2）
- プロデューサー：純春人（1、2）、植田中（3、4）[2]
- 撮影：ふじもと光明
- 録音：植田中
- 美術：佐々木健一
- キャスティング：小林良二
- 音楽：タルイタカヨシ
- 配給：ティーエムシー

### 2015年版
鎌田紘子がヒロインを務め、監督はドラマ版「マメシバ一郎」などを手がけた芦塚慎太郎が監督を務める。2007‐2009年版でやってないことをやろうと、原作に忠実な設定で演出した。第1作は2015年3月27日公開。第2作も同日公開。

#### キャスト
- 早華胡桃：鎌田紘子
- 相羽英男：高崎翔太
- 京子：十枝梨菜

#### スタッフ
- 監督：芦塚慎太郎
- 脚本：佐々木友紀
- 制作：小松賢志、星野晃司
- プロデューサー：片山武志、森原俊朗、菊池浩二
- 撮影：吉田淳志
- 配給：日本出版販売

### 2017年版
『すんドめNew』シリーズと題され、ミスヤングチャンピオン4代目グランプリの小田島渚が主演。監督には横山一洋が担当し、キャストはグラビアアイドルを多用。「10分に1回のセクシー描写」をキャッチコピーにした。第1作は2017年4月22日公開。第2作は2017年4月24日公開。

#### キャスト
- 早華胡桃：小田島渚
- 相羽英男：川合諒
- クラスメイト
  - 小澤らいむ
  - 松嶋えいみ
  - 小倉優香
  - 帆春
  - 星乃まおり
  - 沖津海友
  - 川崎あや（第1作のみ）
  - 平塚千瑛

#### スタッフ
- 監督：横山一洋
- 脚本：友池一彦
- 製作：安井邦好、森原俊朗
- プロデューサー：片山武志、菊池浩二
- 配給：日本出版販売

## 連続ドラマ
2023年10月、ABEMAで連続ドラマとして製作されることが発表された。ミスSPA!2022グランプリ受賞者である新唯（現：あらた唯）がヒロイン役を務める。同年11月1日よりABEMAで全話一挙先行配信。新はドラマ初出演初主演。

### 配信リスト
| 配信回 | 初回配信日     | サブタイトル         | 備考 |
| ------ | -------------- | -------------------- | ---- |
| #1     | 2023年 11月1日 | 転校生               |      |
| #2     | 11月1日        | 写真部～コスプレ対決 |      |
| #3     | 11月1日        | 保健室               |      |
| #4     | 11月1日        | プール               |      |
| #5     | 11月1日        | 体育館倉庫           |      |
| #6     | 11月1日        | 彼女の部屋           |      |

### おもな出演
- 早華胡桃 - 新唯[9]
- 相羽英男 - 山崎光
- 内藤莉子 - 西野夢菜
- 京子 - パピコ
- 月島エリー（コスプレ同好会会長） - 伊織いお
- 畠仲咲良（コスプレ同好会） - 新井萌花
- 橋本英麻（セーラー服研究会部長） - 八嶋瑞季
- 桜庭かおり（保健の先生） - 天野麻菜
- 神宮寺菫（委員長） - 齊藤英里
- 年着勝 - 森大地
- 八津達也 - 馬場嶺也
- 担任の先生 - 寺中寿之

### スタッフ
- 原作：岡田和人『すんドめ』（秋田書店「ヤングチャンピオン・コミックス」刊）
- 監督：件創一
- 脚本：近藤茶
- 主題歌：『NEW JACKSON』SIMIFUNK（作詞/作曲：DUNK）
- 制作プロダクション：アフロディーテ
- 製作：「すんドめ」製作委員会（カルチュア・エンタテインメント／オデッサ・エンタテインメント）